# 赛山梅
赛山梅（学名：Styrax confusus）为安息香科安息香属下的一个种。

## 扩展阅读
- 維基物種上的相關：赛山梅